# Nederlandse kampioenschappen indooratletiek 1983
De Nederlandse kampioenschappen indooratletiek 1983 werden op 19 en 20 februari in de Prins Bernhardhoeve in Zuidlaren gehouden.
Tijdens deze kampioenschappen werd een Nederlands record verbeterd. Erik de Bruin kwam bij het kogelstoten tot een afstand van 17,39 m, een verbetering van zijn eigen record van een jaar eerder met 7 centimeter.

## Uitslagen

### 60 m
| rang   | atleet          | prestatie |
| ------ | --------------- | --------- |
| Goud   | Mario Westbroek | 6,94 s    |
| Zilver | Achmed de Kom   | 7,09 s    |
| Brons  | Rudi Nok        | 7,10 s    |

| rang   | atlete           | prestatie |
| ------ | ---------------- | --------- |
| Goud   | Nelli Cooman     | 7,47 s    |
| Zilver | Martha Derby     | 7,52 s    |
| Brons  | Edine van Heezik | 7,57 s    |

### 200 m
| rang   | atleet          | prestatie |
| ------ | --------------- | --------- |
| Goud   | Diederik Everts | 22,38 s   |
| Zilver | Mike Bienfait   | 22,49 s   |
| Brons  | Danny van Eyck  | 22,69 s   |

| rang   | atlete        | prestatie |
| ------ | ------------- | --------- |
| Goud   | Martha Derby  | 25,23 s   |
| Zilver | Marjo van Agt | 25,25 s   |
| Brons  | Gretha Tromp  | 25,34 s   |

### 400 m
| rang   | atleet           | prestatie |
| ------ | ---------------- | --------- |
| Goud   | Henk Kraayenhof  | 49,68 s   |
| Zilver | Henk Brouwer     | 50,05 s   |
| Brons  | Arjen Achterkamp | 50,66 s   |

| rang   | atlete           | prestatie |
| ------ | ---------------- | --------- |
| Goud   | Ingrid Stoot     | 56,01 s   |
| Zilver | Dorien ten Bosch | 56,67 s   |
| Brons  | Janneke Bosma    | 56,95 s   |

### 800 m
| rang   | atleet         | prestatie |
| ------ | -------------- | --------- |
| Goud   | Arno Körmeling | 1.53,37   |
| Zilver | Siem Boekel    | 1.53,50   |
| Brons  | Han Kulker     | 1.53,62   |

| rang   | atlete           | prestatie |
| ------ | ---------------- | --------- |
| Goud   | Elly van Hulst   | 2.10,92   |
| Zilver | Margreet Verbeek | 2.12,55   |
| Brons  | Ali Monsma       | 2.12,73   |

### 1500 m
| rang   | atleet         | prestatie |
| ------ | -------------- | --------- |
| Goud   | Cor Louws      | 3.50,48   |
| Zilver | Menno Lievers  | 3.51,02   |
| Brons  | Marti ten Kate | 3.52,00   |

| rang   | atlete         | prestatie |
| ------ | -------------- | --------- |
| Goud   | Elly van Hulst | 4.24,23   |
| Zilver | Maike Persoons | 4.26,68   |
| Brons  | Karin de Nijs  | 4.27,83   |

### 3000 m
| rang   | atleet         | prestatie |
| ------ | -------------- | --------- |
| Goud   | Marti ten Kate | 8.21,51   |
| Zilver | Joost Borm     | 8.21,74   |
| Brons  | Rob de Brouwer | 8.25,68   |

### 60 m horden
| rang   | atleet              | prestatie |
| ------ | ------------------- | --------- |
| Goud   | Paul Wijnbergen     | 8,11 s    |
| Zilver | Jan Harland         | 8,21 s    |
| Brons  | Guido van der Sluis | 8,29 s    |

| rang   | atlete                | prestatie |
| ------ | --------------------- | --------- |
| Goud   | Marjan Olyslager      | 8,44 s    |
| Zilver | Anke Gaveel-van Heyst | 8,71 s    |
| Brons  | Ingrid van Lingen     | 8,88 s    |

### hoogspringen
| rang   | atleet           | prestatie |
| ------ | ---------------- | --------- |
| Goud   | Erik Rollenberg  | 2,08 m    |
| Zilver | Raymond de Vries | 2,08 m    |
| Brons  | René van Loon    | 2,08 m    |

| rang   | atlete                     | prestatie |
| ------ | -------------------------- | --------- |
| Goud   | Ella Wijnants              | 1,85 m    |
| Zilver | Jenny Litjens-van der Berg | 1,75 m    |
| Brons  | Monique van der Weide      | 1,70 m    |

### hink-stap-springen
| rang   | atleet                 | prestatie |
| ------ | ---------------------- | --------- |
| Goud   | Aafbrecht van der Veen | 15,23 m   |
| Zilver | Ben Vroom              | 14,73 m   |
| Brons  | Paul Lucassen          | 14,50 m   |

### polsstokhoogspringen
| rang   | atleet             | prestatie |
| ------ | ------------------ | --------- |
| Goud   | Chris Leeuwenburgh | 4,75 m    |
| Zilver | Gijsbert de Ruyter | 4,70 m    |
| Brons  | Maurice Penders    | 4,60 m    |

### verspringen
| rang   | atleet                 | prestatie |
| ------ | ---------------------- | --------- |
| Goud   | Jan Willem van der Wal | 7,17 m    |
| Zilver | Roy Sedoc              | 7,13 m    |
| Brons  | Jacob Kwekel           | 7,04 m    |

| rang   | atlete           | prestatie |
| ------ | ---------------- | --------- |
| Goud   | Edine van Heezik | 6,29 m    |
| Zilver | Ciska Jansen     | 5,86 m    |
| Brons  | Astrid Uffeli    | 5,72 m    |

### kogelstoten
| rang   | atleet        | prestatie |
| ------ | ------------- | --------- |
| Goud   | Erik de Bruin | 17,39 m   |
| Zilver | Ron Schenk    | 15,13 m   |
| Brons  | Wim de Wolff  | 14,99 m   |

| rang   | atlete            | prestatie |
| ------ | ----------------- | --------- |
| Goud   | Tine Schenkels    | 13,31 m   |
| Zilver | Mireille Stadwijk | 12,89 m   |
| Brons  | Nicole Nieuwkerk  | 12,59 m   |

1969 · 
1970 · 
1971 · 
1972 · 
1973 · 
1974 · 
1975 · 
1976 · 
1977 · 
1978 · 
1979 ·
1980 · 
1981 · 
1982 · 
1983 · 
1984 · 
1985 · 
1986 · 
1987 · 
1988 · 
1989 · 
1990 · 
1991 · 
1992 · 
1993 · 
1994 · 
1995 · 
1996 · 
1997 · 
1998 · 
1999 · 
2000 · 
2001 · 
2002 · 
2003 · 
2004 · 
2005 · 
2006 · 
2007 · 
2008 · 
2009 · 
2010 · 
2011 · 
2012 · 
2013 · 
2014 ·
2015 ·
2016 ·
2017 ·
2018 ·
2019 · 
2020 · 
2021 · 
2022 · 
2023 · 
2024 · 
2025